# Mondinense Futebol Clube
O Mondinense Futebol Clube é um clube português, localizado na vila de 
Mondim de Basto, distrito de Vila Real. Atualmente o clube joga no Campeonato Nacional de Seniores - série A.

## História
O clube foi fundado em 1924 e o seu atual presidente é Fernando Anjos.
Possui no seu palmarés 6 campeonatos da Divisão de Honra de Vila Real, 1 Campeonato da 1ª Divisão de Vila Real, 3 Taças da A.F. Vila Real, 1 Taça Transmontana e 2 Campeonatos Distritais de Juniores.
A mais recente conquista é a do Campeonato da Divisão de Honra de 2016/17, garantindo o ingresso no Campeonato Nacional de Seniores para a época 2017/2018.

## Histórico
|                   | Nº Presenças | Títulos |
| ----------------- | ------------ | ------- |
| Temporadas na 1ª  | 0            |         |
| Temporadas na 2ª  | 0            |         |
| Temporadas na 2ªB | 0            |         |
| Temporadas na 3ª  | 9            |         |
| Taça de Portugal  | 12           |         |
| Taça da Liga      | 0            |         |

### Classificações
| Escalão             | 99/00 | 00/01 | 01/02 | 02/03 | 03/04 | 04/05 | 05/06 | 06/07 | 07/08 | 08/09 | 09/10 | 10/11 | 11/12 | 12/13 | 13/14 | 14/15 | 15/16 | 16/17 |
| ------------------- | ----- | ----- | ----- | ----- | ----- | ----- | ----- | ----- | ----- | ----- | ----- | ----- | ----- | ----- | ----- | ----- | ----- | ----- |
| Liga Sagres         |       | -     | -     | -     | -     | -     | -     | -     | -     | -     |       |       |       |       |       |       |       |       |
| Liga Vitalis        |       | -     | -     | -     | -     | -     | -     | -     | -     |       |       |       |       |       |       |       |       |       |
| II Divisão          |       | -     | -     | -     | -     | -     | -     | -     | -     | -     |       |       |       |       |       |       |       |       |
| Campeonato Portugal |       |       |       |       |       |       |       |       |       |       |       |       |       |       |       |       | 8º    |       |
| III Divisão         |       | -     | -     | -     | -     | -     | 11º   | 8º    | 4º    | 13º   |       | 11º   |       |       |       |       |       |       |
| 1º Escalão Dist.    |       | 5º    | 3º    | 3º    | 4º    | 1º    | -     | -     | -     | -     | 1º    |       | 7º    | 4º    | 3º    | 1º    |       | 1º    |
| 2º Escalão Dist.    | 1º    | -     | -     | -     | -     | -     | -     | -     | -     | -     |       |       |       |       |       |       |       |       |
| 3º Escalão Dist.    |       | -     | -     | -     | -     | -     | -     | -     | -     | -     |       |       |       |       |       |       |       |       |

## Palmarés
- Divisão de Honra: 2016/17, 2014/15, 2009/10 e 2004/05
- Taça: 2021/22

## Estádio
Os jogos caseiros da equipa são disputados no Estádio Municipal de Mondim de Basto.

## Equipamento
A equipa de futebol enverga equipamento da marca Peba.

## Patrocínio
FAFTIR Transportes
1. ↑  Futebol 365. «Mondinense Futebol Clube». Futebol 365. Consultado em 3 de abril de 2025